# Флеминг, Пол
Пол Сти́вен Фле́минг (англ. Paul Stephen Fleming; род. 3 апреля 1988, Тулли) — австралийский боксёр, представитель полулёгких весовых категорий. Выступал за сборную Австралии по боксу во второй половине 2000-х годов, чемпион Океании, победитель и призёр турниров международного значения, участник летних Олимпийских игр в Пекине. Начиная с 2008 года боксирует на профессиональном уровне.

## Биография
Пол Флеминг родился 3 апреля 1988 года в городе Тулли штата Квинсленд, Австралия. Представитель австралийских аборигенов.
Проходил подготовку в зале Shamrock Boxing Gym. Учился в Австралийском институте спорта.

### Любительская карьера
Впервые заявил о себе в боксе в сезоне 2006 года, когда стал бронзовым призёром чемпионата Австралии, уступив на стадии полуфиналов Люку Джексону, и побывал на чемпионате мира среди юниоров в Марокко, откуда тоже привёз награду бронзового достоинства — здесь был остановлен россиянином Вячеславом Шипуновым.
В 2007 году взял серебро на чемпионате Океании в Самоа, выиграл бронзовую медаль на чемпионате Содружества в Ливерпуле, выступил на чемпионате мира в Чикаго, где уже на предварительном этапе полулёгкой весовой категории проиграл тайцу Сайлому Ади.
В 2008 году одержал победу на Кубке химии в Германии и получил бронзу на Гран-при Усти в Чехии, был лучшим на чемпионате Океании в Самоа, выиграв в финале у своего главного конкурента по сборной Люка Джексона. Благодаря череде удачных выступлений удостоился права защищать честь страны на летних Олимпийских играх в Пекине, однако уже в стартовом поединке категории до 57 кг со счётом 9:13 потерпел поражение от представителя Франции Кедафи Джелькира и сразу же выбыл из борьбы за медали.

### Профессиональная карьера
Вскоре по окончании пекинской Олимпиады Флеминг покинул расположение австралийской сборной и в ноябре 2008 года успешно дебютировал на профессиональном уровне.
В 2010 году переехал на постоянное жительство в Сидней, где проходил подготовку в зале Bodypunch Boxing Gym под руководством тренера Билли Хуссейна.
В 2015 году завоевал титул временного чемпиона азиатско-тихоокеанского региона во втором полулёгком весе по версии Всемирной боксёрской организации (WBO).
В 2016 году стал обладателем вакантного титула чемпиона Континентальной Америки по версии Всемирного боксёрского совета (WBC).